# زکریا العمری
زکریا العمری (انگلیسی: Zakaria Al Omari؛ زادهٔ ۱ نوامبر ۱۹۹۰) بازیکن فوتبال اهل سوریه است.
از باشگاه‌هایی که در آن بازی کرده‌است می‌توان به باشگاه فوتبال الاتحاد (سوریه) اشاره کرد.
وی همچنین در تیم‌های ملی فوتبال زیر ۲۳ سال سوریه و سوریه بازی کرده‌است.